# Karise
Karise är en ort på Själland i Danmark.   Den ligger i Faxe kommun och Region Själland, i den sydöstra delen av landet, 50 km sydväst om Köpenhamn. Karise ligger 15 meter över havet och antalet invånare är 2 214. Karise har en järnvägsstation på Østbanen mellan Hårlev och Rødvig. 
Närmaste större samhälle är Køge, 17 km norr om Karise. Trakten runt Karise består till största delen av jordbruksmark.